# Roger Vonlanthen
Roger Vonlanthen (Ginevra, 5 dicembre 1930 – Onex, 7 luglio 2020) è stato un calciatore e allenatore di calcio svizzero, di ruolo attaccante.

## Carriera
Studente di economia politica, entrò a fare parte delle giovanili del Servette alla fine degli anni quaranta; attaccante, nel 1951 fu ingaggiato dal Grasshopper di Zurigo, squadra con la quale rimase per tre stagioni, ottenendo un secondo posto in campionato nel 1954. Furono però la buona prestazione della sua Nazionale ai campionati mondiali che si tennero in quell'anno a dargli visibilità e a destare interesse nei club italiani. Lasciò dunque il Grasshopper per l'Inter.
L'esperienza milanese non fu però brillante e la scarsa attitudine con il gol non permise a Vonlanthen di sfondare con i nerazzurri, con cui ottenne solamente un terzo nel 1955-56 e un quinto posto nel 1956-57. Fu dunque ceduto dall'Inter alla neopromossa Alessandria, ma anche in grigio, dopo una prima stagione di buon livello, non riuscì a migliorare il suo rendimento. Ritornò dunque in patria nel 1959, venendo ingaggiato dal Losanna, con cui vinse due Coppe Svizzera.
Con la sua Nazionale, con cui conta 27 presenze e 8 reti, prese parte anche ai Mondiali del 1962 e del 1966, anno, questo ultimo, in cui lasciò il calcio giocato per la carriera di allenatore.
Come tecnico sedette sulle panchine del Servette, del Losanna, del Chênois e, dal 1977 al 1979, della Nazionale svizzera.

## Palmarès

### Giocatore

#### Competizioni nazionali
- Campionato svizzero: 2

Grasshoppers: 1951-1952
Losanna: 1964-1965
- Coppa Svizzera: 3

Grasshoppers: 1951-1952
Losanna: 1961-1962, 1963-1964